# ديفيد إس. ويلي
ديفيد إس. ويلي (بالإنجليزية: David S. Wiley)‏ هو مدير موسيقي أمريكي، ولد في 1966.